# Enryaku-ji
| Imagem: Monumentos Históricos da Antiga Quioto | O Enryaku-ji está incluido no sítio "Monumentos Históricos da Antiga Quioto", Património Mundial da UNESCO. |  |

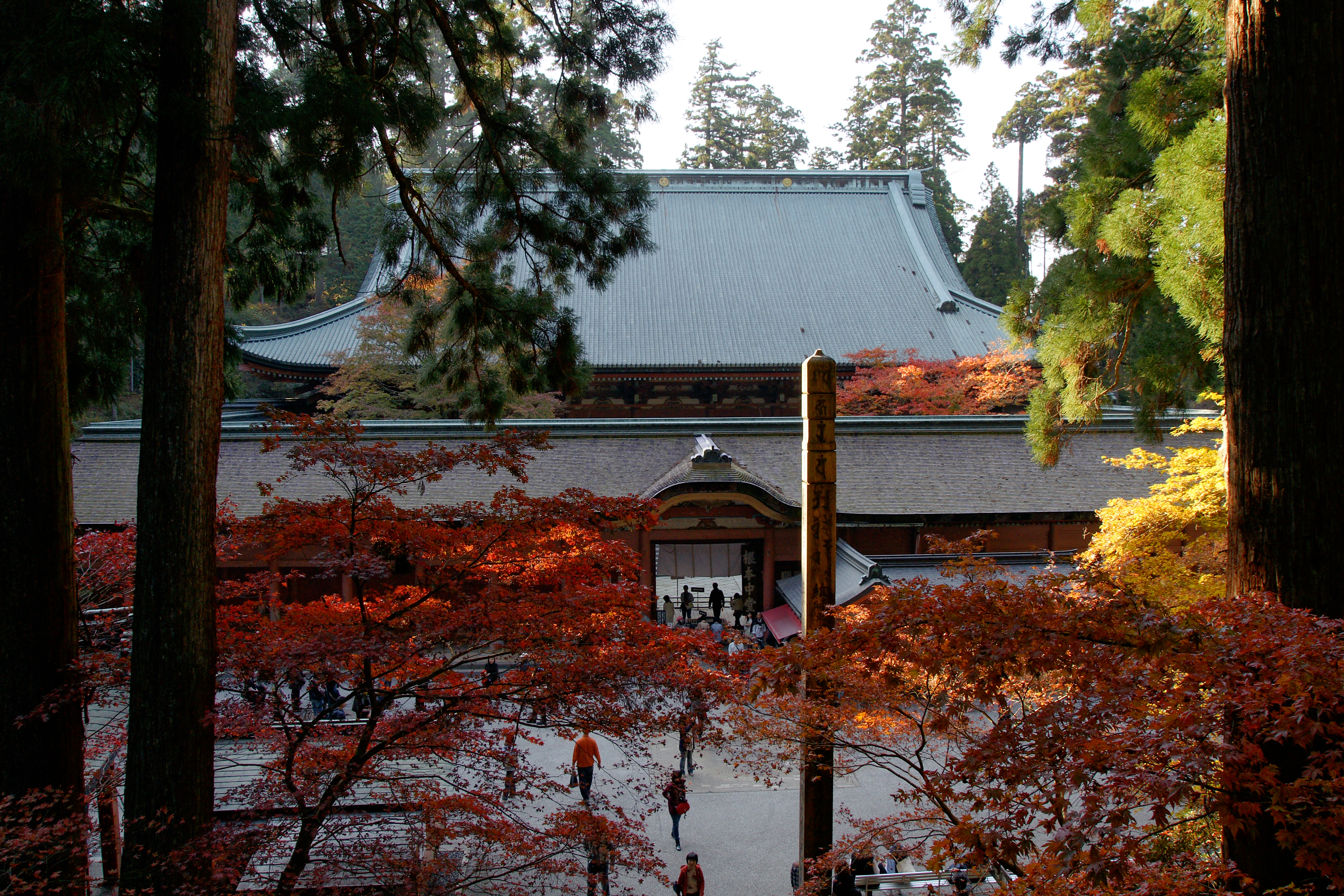
Konponchudo do Enryaku-ji

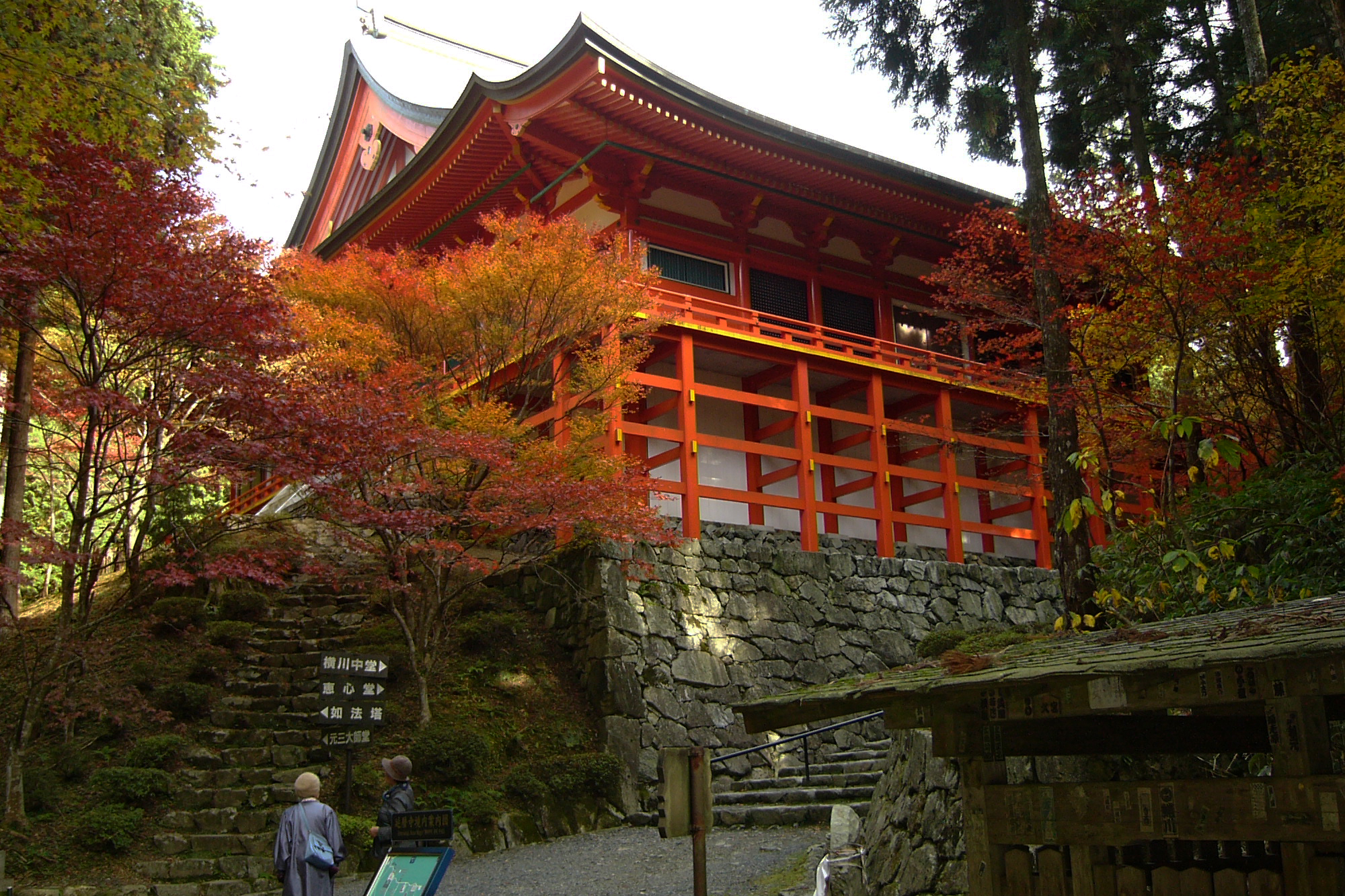
Edifício do Enryaku-ji

O Enryaku-ji (延暦寺) é um mosteiro no Monte Hiei, perto de Quioto, fundado por Saichō durante o fim do século VIII e o princípio do século IX. Ele serviu (e ainda serve) como "quartel-general" da escola budista Tendai.
Actualmente, a maioria das atracções do Enryaku-ji consistem em três áreas: o Tōdō (東塔 Sala Este), o Saitō (西塔 Sala Oeste) e o Yokawa (横川), no entanto os edificios mais importantes do mosteiro estão concentrados no Tōdō.